# Santa Luzia do Itanhy
Santa Luzia do Itanhy is een gemeente in de Braziliaanse deelstaat Sergipe. De gemeente telt 13.502 inwoners (schatting 2009).